# Don Newman (basket-ball)
Pour les articles homonymes, voir Don Newman et Newman.
Donald David Newman, né le 22 novembre 1957 à La Nouvelle-Orléans en Louisiane et mort le 11 septembre 2018 à Kenner en Louisiane,, est un joueur et entraîneur américain de basket-ball.
Il a également disputé sept saisons en Ligue canadienne de football avec les équipes des Alouettes de Montréal, des Rough Riders d'Ottawa et des Roughriders de la Saskatchewan.

## Biographie
Né et élevé à la Nouvelle-Orléans en Louisiane, Don Newman est diplômé de la Brother Martin High School en 1975.

### Carrière universitaire
Don Newman a fréquenté la Louisiana State University à Bâton-Rouge en tant que recrue durant la saison 1975-1976 et a évolué au sein de l'équipe de basketball LSU Tigers. Après l'année, il a été transféré au Lake City Community College et à la Grambling State University, puis à l'automne 1977 à l'université de l'Idaho à Moscou. Don Newman n'a pas joué à Grambling et n'a joué qu'un seul match avec Lake City. Après s'être absenté un an en raison des règles de transfert, il a joué pour les Vandales de l’Idaho de 1978 à 1980 sous le nouvel entraîneur-chef Don Monson. Après cinq années consécutives dans la cave Big Sky, Idaho s'est hissé à la deuxième place du classement de la saison senior de Don Newman et s'est qualifié pour la première fois au tournoi à quatre équipes - conférence de sélection. Avant sa dernière année, Don Newman a été sélectionné au quatrième tour du repêchage de la NBA en 1979 par les Indiana Pacers, puis il a été repris au troisième tour en 1980 par les Boston Celtics. Don Newman a également joué au centre de l'équipe de baseball de Vandal en 1979.
De 1987 à 1992, Don Newman était entraîneur adjoint dans l'État de Washington voisin dans l'affaire Pullman, sous la direction de Kelvin Sampson, et a obtenu sa maîtrise en éducation de la WSU en 1989. Les Cougars ont fait la NIT dans sa dernière année en tant qu'assistant là-bas. De 1992 à 1997, Don Newman était l’entraîneur-chef de l’État de Sacramento. En cinq saisons avec un programme des Hornets qui passait de la division II à la division I, il avait un dossier de 20-114 (.149). Il devint ensuite assistant à Arizona State à Tempe et fut nommé entraîneur-chef en septembre 1997 à la suite de la démission de Bill Frieder. Dans sa seule saison à l'ASU, Don Newman avait un dossier de 18-14, conclu avec une défaite en première ronde dans la NIT. En 1999, Don Newman est devenu entraîneur adjoint des Bucks de Milwaukee sous George Karl et a rejoint les Nets du New Jersey en 2003. En 2004, il rejoint l'équipe de Gregg Popovich aux San Antonio Spurs. Après huit saisons avec les Spurs, qui comprenaient deux titres NBA en 2005 et 2007, il a rejoint l'équipe de Randy Wittman aux Washington Wizards en 2012. 
Don Newman est décédé après une longue bataille contre le cancer le 12 septembre 2018 à l'âge de 60 ans.